# Могучие рейнджеры (фильм)
«Могучие рейнджеры» (англ. Power Rangers) — супергеройский фильм режиссёра Дина Израэлайта, основанный на одноимённом детском телесериале, и являющийся его перезапуском. Сюжет базируется на первых четырёх сезонах сериала. Это третий фильм о Могучих рейнджерах, но первый целиком самостоятельный. По сравнению с двумя предыдущими он собрал больше всех денег в прокате.
Роли рейнджеров исполняют Дейкр Монтгомери, Арджей Сайлер, Наоми Скотт, Бекки Джи и Луди Лин, главную злодейку Риту Репульсу играет Элизабет Бэнкс, а наставника Зордона играет Брайан Крэнстон. Премьера в США состоялась 24 марта 2017 года, в России — 23 марта 2017 года.
Сюжет повествует о пяти обычных старшеклассниках, которые узнают, что их маленький город Энджел Гроув и весь мир находятся на грани уничтожения инопланетной угрозой. Избранные судьбой, наши герои быстро понимают, что они единственные, кто может спасти планету, но для этого им придётся преодолеть проблемы в личной жизни и объединиться в команду Могучих Рейнджеров, пока не стало слишком поздно.

## Сюжет
Фильм начинается за 65 млн лет до наших дней, Могучие Рейнджеры были тогда командой инопланетян, и красным был Зордон. Рита Репульса была зелёным рейнджером, но предала рейнджеров из-за жажды власти и желания завладеть кристаллом Зео, который способен разрушать и создавать планеты. Рита перебила рейнджеров, но Зордон успел вызвать огонь на себя, запросив удар астероида по своему местоположению, в результате чего погиб и он, и Рита. Вероятно, это тот самый астероид, что положил конец эпохе динозавров.
Наши дни. На месте битвы стоит городок Энджел Гроув. Двое старшеклассников посреди ночи привели в школу быка ради прикола, но парней нагоняет полиция, и им приходится бежать с места преступления. Меньше всего везет звёздному футболисту этого городка — Джейсону Скотту, который попадает в аварию, получает травму ноги, лишается места в команде и попадает в списки штрафников школы, которые должны ходить на учёбу по выходным. В один из таких выходных в школе Джейсон защищает от задиры одного парня, который позже представляется как Билли Крэнстон и предлагает Джейсону вечером съездить на так называемый Золотой рудник, который находится загородом и где ведутся раскопки и поиски золота. Не сразу, но бывший футболист соглашается, и вечером парни отправляются на поиски сокровищ.
В это время раскрывается жизнь ещё одного героя — Кимберли Харт. Как и Джейсон с Билли, она оказывается в штрафниках: Харт жестоко оскорбила подругу. Во время урока она просится выйти и в уборной встречает ту самую подругу, которая отрекается от неё. Девушка решает начать жить заново и как символ этого обрезает волосы чуть выше плеч, чем шокирует всех одноклассников, включая Джейсона, который заинтересовался её персоной.
Этим же вечером, пока Билли ведет собственные раскопки, Джейсон по чистой случайности недалеко от рудника встречает Кимберли, между ними завязывается разговор, в ходе которого ребята решаются сбежать из города. Недалеко от них на старых гаражах молодой паренек Зак Тейлор доедает свой ужин и наблюдает за странной девушкой Трини Кван, которая медитирует недалеко от него.
В это время звучит взрыв: исход раскопок Билли, на который сбегаются все четверо. Под скалой, которую подорвал Кренстон, они находят амулеты, но рассматривать их у ребят нет времени: взрыв привлек внимание охраны. Похватав каждый по амулету, ребята уезжают на машине от полиции, но все пятеро попадают под поезд.
В это время поднимается буря, и морякам приходится доставать рыбу и причаливать к берегу. Среди морских жителей они находят женский труп и решают отдать его полиции, чтобы та выясняла причину смерти и искала родственников, но женщина оказывается живой и, убив полицейского, который её осматривал, выбирается на свободу.
Все пятеро подростков просыпаются через сутки после аварии и, обнаружив у себя сверхчеловеческие способности, решают возвратиться на рудник и выяснить, что с ними произошло и почему они ещё живы.
На руднике они находят древний звездолёт, а в нём робота Альфу-5 и первого красного рейнджера — Зордона, душа которого вселилась в голографическую стену. Они объясняют подросткам, что те — Могучие Рейнджеры и должны защитить кристалл Зео от бывшего зелёного рейнджера Риты Репульсы, которая уже бродит по городу, набираясь сил. Не сразу, но ребята верят им и готовятся к бою со злодейкой. Также Альфа-5 показывает им зорды — биомеханизмы, управляемые Рейнджерами. Облик зордов связан с сильнейшими видами планеты, и поскольку 65 млн лет назад на Земле доминировали динозавры, зорды приняли облик древних рептилий и древних млекопитающих.
Тем временем Рита заходит в ювелирный магазин, где забирает всё золото для восстановления своих сил. Ночью она посещает Трини и после небольшой потасовки назначает Рейнджерам встречу на пристани. Встреча перерастает в драку, в ходе которой Рита с лёгкостью побеждает Рейнджеров и убивает Билли, после чего уходит за кристаллом Зео, местоположение которого смог определить Билли. Подавленные поражением и гибелью друга, Рейнджеры приходят к Зордону, чтобы вернуть ему тело. Но вместо этого Зордон возвращает Билли к жизни, аргументировав это тем, что может быть только один Красный Рейнджер.
Рейнджеры понимают, что только они могут остановить Риту. Чувствуя связь между собой, они раскрывают свои силы, и на их телах появляются костюмы-морфы, знаменуя их становление как Могучих Рейнджеров.
На поверхности Рейнджеры сталкиваются с огромной армией големов-Патрулей, созданных Ритой. Победив их, Рейнджеры видят, что Рита с помощью собранного золота призвала Голдара — гигантского золотого голема, способного добраться до кристалла Зео. Чтобы быстрее добраться до города, Рейнджеры используют зорды. Но Голдар, откопавший кристалл Зео, с лёгкостью побеждает Рейнджеров и сбрасывает зорды в яму. Энергия кристалла Зео соединяет зорды в единого человекоподобного робота — Мегазорда (поскольку нынешним доминирующим видом на Земле является человечество). Получив управление над Мегазордом, Рейнджеры дают отпор Голдару. Рита погружается внутрь голема, чтобы его усилить, но этого оказывается недостаточно — Мегазорд выбивает Риту из Голдара, отправив её на Луну, а сам голем разваливается. Жители Энджел Гроув восхваляют Могучих Рейнджеров.
В сцене после титров упоминается новый ученик — Томас Оливер. Однако его парта пуста. Когда учитель вызывает Томми, в школьной кладовке раздаётся взрыв.

## Интересный факт
- Слова отца Джейсона, что он на углу Маринер Бэй — отсылка к восьмому сезону сериала о Могучих Рейнджерах — Могучие Рейнджеры: Успеть на помощь.

## В ролях
| Актёр               | Роль                                |
| ------------------- | ----------------------------------- |
| Дейкр Монтгомери    | Джейсон Ли Скотт / Красный рейнджер |
| Арджей Сайлер       | Билли Крэнстон / Синий рейнджер     |
| Наоми Скотт         | Кимберли Харт / Розовый рейнджер    |
| Бекки Джи           | Трини Кван / Жёлтый рейнджер        |
| Луди Лин            | Зак Тейлор / Чёрный рейнджер        |
| Элизабет Бэнкс      | Рита Репульса                       |
| Брайан Крэнстон     | Зордон                              |
| Билл Хейдер         | Альфа 5                             |
| Дэвид Денман        | Сэм Скотт                           |
| Эми Джо Джонсон     | Житель города / Камео               |
| Джейсон Дэвид Фрэнк | Житель города / Камео               |

## Создание

### Разработка
7 мая 2014 года производственные компании Saban и Lionsgate объявили, что они будут работать вместе над созданием нового полнометражного фильма о Могучих рейнджерах. Роберто Орси был прикреплён, как продюсер фильма, а Эшли Миллер и Зак Стенц были наняты для написания сценария к фильму. 19 сентября 2014 года было объявлено, что Орси больше не является продюсером, так он слишком занят фильмом «Стартрек: Бесконечность». 24 сентября 2014 года Джейсон Дэвид Фрэнк, исполнитель роли Томми Оливера в оригинальных «Могучих рейнджерах», рассказал Comicbook.com, что он вероятно примет участие в фильме. Позже Фрэнк рассказал, что съёмки могут начаться в 2015 году, однако этого не произошло. 10 апреля 2015 года TheWrap сообщил, что Дин Израэлайт ведёт переговоры о постановке фильма. В июле 2015 года было объявлено, что Брайан Касентини, Марти Бауэн и Вик Годфри будут выступать в качестве продюсеров фильма.

### Кастинг
Актёры стали рассматриваться на роли пяти рейнджеров 2 октября 2015 года. 7 октября 2015 года Наоми Скотт получила роль Кимберли. С 20 по 23 октября 2015 года Дейкр Монтгомери, Луди Лин и АрДжей Сайлер получили роли Джейсона, Зака и Билли соответственно. В конце месяца Бекки Джи была выбрана на роль Трини. 31 октября 2015 года Saban подтвердила, что у пяти рейнджеров будут те же самые имена, что и в оригинальном сериале. 2 февраля 2016 года было объявлено, что Элизабет Бэнкс сыграет Риту Репульсу в фильме. В марте 2016 года пресса сообщила, что Дэвид Денман получил роль отца Джейсона. 21 июня 2016 года было объявлено, что Брайан Крэнстон сыграет Зордона.

### Съёмки
Съёмки фильма первоначально должны были начаться 18 января 2016 года, но были перенесены и начались 28 февраля 2016 года в Ванкувере.

### Маркетинг
3 марта 2016 года Lionsgate выпустили первое официальное фото пяти рейнджеров. В том же месяце компания опубликовала первое официальное фото Риты Репульсы в исполнении Элизабет Бэнкс.

## Отмена продолжения и вторая перезагрузка
Lionsgate анонсировали, что в случае успеха фильма могут быть выпущены ещё «5-7 фильмов о Могучих рейнджерах». Возможность съёмок сиквела увеличилась в начале июля 2017 года, когда фильм занял первое место по продажам DVD в первую неделю.

## Игра
В 2017 году, по сюжету фильма, nWay разработал игру «Power Rangers: Legacy Wars» для операционных систем Android и iOS.